# Масаји
Масаји (свах. Wamasai) су народ источносуданске породице народа (нило-сахарска), огранак Нилота. Према проценама их има око 900 хиљада од чега је данас око по половина настањена у Кенији и у Танзанији. Масаи су изворно прави полу-номадски пастирски народ, који се ради испаше креће за својим стадима стоке. За територију на којој живе Масаји, са обе стране кенијско-танзанијске границе, користи се и назив Масајиленд. На овом простору се налазе национални паркови и резервати Серенгети, Масаји-Мара, Амбосели, Цаво.
Основна друштвена јединица је бома састављена од полигинијских породица, 20-50 бома чини село. Међу Масајима постоји систем старосних категорија, у којим су мушкарци подељени у 3 групе: младиће, ратнике (моран) и старце. Иницијацијом младићи прелазе у категорију ратника и мењају пребивалиште, одлазе у посебно село звано мануата. У мануати живе ратници, њихове мајке, сестре и неинициране девојке-љубавнице. Насупрот мануати бома се састоји од ожењених 'стараца' (мушкарци који више нису ратници) и њихових породица. Ратник којем је дужност да штити село (племе) се не жени. Тек ислужени ратник сме да се ожени, након чега напушта мануату и одлази у бому.
Масаји говоре Маа језик који припада групи нило-сахарских језика. Народ Самбуру који живи у близини планине Кенија такође говори Маа језик и веома блиски су сродници народа Масаји. Осим неких старијих који живе у руралним подручјима, већина народа Масаја говори службене језике Кеније и Танзаније, свахили и енглески. Масајска популација броји 1.189.522 у Кенији према попису из 2019, у поређењу са 377.089 на попису из 1989. године, иако многи Масаји сматрају да је попис вид владиног мешања, и стога одбијају да учествују или активно дају лажне информације. Многа масајска племена широм Танзаније и Кеније поздрављају посетиоце у својим селима да искусе њихову културу, традицију и начин живота, уз накнаду.
Традиционална Масаји религија је монотеистичка и Бог се назива Нгаи.

## Историја
Масаји насељавају регион Афричких великих језера и стигли су преко Јужног Судана. Већина оних који говоре нилотски у овој области, укључујући Масаје, Туркане и Каленџине, су сточари и познати су по својој репутацији ратника и сточара. Масаји и друге групе у Источној Африци усвојиле су обичаје и праксе суседних група које говоре кушитски, укључујући старосне системе друштвене организације, обрезивања и речника.

### Порекло, миграција и асимилација
Многе етничке групе које су већ формирале насеља у региону биле су присилно расељене од стране приспелих Масаја. Друге, углавном јужне кушитске групе, асимилиране су у масајско друштво. Нилотски преци Каленџина су такође апсорбовали неке ране кушитске популације.

### Насеље у источној Африци
Масајска територија достигла је највећу величину средином 19. века и покривала је скоро целу Велику раседну долину и суседне земље од планине Марсабит на северу до Додоме на југу. У то време Масаји, као и већа нилотска група чији су део били, узгајали су стоку чак на истоку до обале Танга у Тангањики (данас континентална Танзанија). Нападачи су користили копља и штитове, али су најпознатији по бацању палица (оринке) које су се могли прецизно да баце са до 70 корака (око 100 метара). Године 1852, постојао је извештај о концентрацији од око 800 масајских ратника у покрету у данашњој Кенији. Године 1857, након што су опустошили „Вакуафску дивљину” у садашњој југоисточној Кенији, Масајски ратници су претили Момбаси на кенијској обали.
Због ове миграције, Масаји су најјужнији нилотски говорници. Период експанзије пратили су Масаји „Емутаји” 1883–1902. Овај период су обележиле епидемије заразне говеђе плеуропнеумоније, куге говеда (види епизоотију афричке куге говеда из 1890-их) и малих богиња. Процена коју је први изнео немачки поручник у тадашњој северозападној Тангањики је била да је 90% говеда и половина дивљих животиња страдало од куге говеда. Немачки лекари у истој области тврдили су да је „сваки други“ Африканац имао богињама обележено лице као последица малих богиња. Овај период се поклопио са сушом. Кише су нестале 1897. и 1898. године.
Аустријски истраживач Оскар Бауман путовао је по земљама Масаја између 1891. и 1893. и описао старо Масајско насеље у кратеру Нгоронгоро у књизи Durch Massailand zur Nilquelle из 1894. („Кроз земље Масаја до извора Нила“). Према једној процени, две трећине Масаја је умрло током овог периода. Масаји у Тангањики (данас континентална Танзанија) су расељени са плодних земаља између планине Меру и планине Килиманџаро, и већине плодних висоравни у близини Нгоронгора током 1940-их. Више земље је узето за стварање резервата дивљих животиња и националних паркова: Национални парк Амбосели, Национални парк Најроби, Масај Мара, Национални резерват Самбуру, Национални парк језеро Накуру и Цаво у Кенији; и језеро Манјара, Нгоронгоро конзервациона област, Тарангир и Национални парк Серенгети у данашњој Танзанији.
Масаји су сточари и одупирали су се наговорима танзанијских и кенијских влада да усвоје седентарни начин живота. Они су тражили права на испашу у многим националним парковима у обе земље.
Народ Масаји је стајао против ропства и никада није одобравао трговину људима, а странци који су тражили људе за поробљавање избегавали су Масаје.
У суштини, постоје двадесет и два географска сектора или подплеменске заједнице Масаја, од којих свако има своје обичаје, изглед, вођство и дијалекте. Ови пододели су познате као 'нације' или 'илошон' на масајском језику: Кикониоки, Илдамат, Пурко, Вуасинкишу, Сирија, Лајтајиок, Лоитај, Илкисонко, Матапато, Далалекутук, Илулдокилани, Илкапутиеј, Моитачалк, Илкираша, Самбуру, Илчамус Лајкипијак, Лоитокитоки, Ларуса, Салеј, Сиринкет и Паракујо.